# Ovarionematobothrium texomense
Ovarionematobothrium texomense är en plattmaskart. Ovarionematobothrium texomense ingår i släktet Ovarionematobothrium och familjen Didymozoidae. Inga underarter finns listade i Catalogue of Life.